# Tityra cayana
El titira colinegro o colinegra (en Colombia y Ecuador) (Tityra cayana), también denominado bacaco benedictino (en Venezuela), tueré grande (en Argentina, Bolivia y Paraguay), titira de cola negra (en Perú) o titira colinegro occidental (en caso de separación), es una especie de ave paseriforme de la familia Tityridae, perteneciente al género Tityra, que anteriormente se clasificaba dentro de Cotingidae. Es nativa de Sudamérica, también en Trinidad y Tobago.

## Distribución y hábitat
Se distribuye en dos grandes áreas disjuntas, la subespecie cayana en Venezuela, Trinidad, Guyana, Surinam, Guayana francesa, este de Colombia, norte de Brasil, este de Ecuador, este de Perú y norte de Bolivia; la subespecie braziliensis en el noreste, centro y sur de Brasil, norte y este de Bolivia, norte, centro y este de Paraguay y noreste de Argentina.
Esta especie es considerada bastante común y ampliamente diseminada en sus hábitats naturales: los bordes del bosque húmedo, bosques secundarios, plantaciones con árboles de sombra, en el pantanal, los cerrados o sabanas, así como en la amazonia de terra firme y el bosque de áreas estacionalmente inundables, por lo general a menos de 500 m de altitud, pero a veces hasta los 1100 m.

## Descripción
Mide entre 20 y 22 cm de longitud y pesa de 60 a 70 g. Presenta dimorfismo sexual. El macho es de color blanco mate por encima y blanco por debajo, con el píleo negro; las rectrices, la remeras primarias y secundarias son también son de color negro; las remeras terciarias son de color gris plateado. Las hembras presentan color marrón oscuro en lugar de negro en las alas y la cola y color marrón en la cabeza, la espalda y la parte inferior, con estrías negruzcas. Ambos sexos tienen un anillo ocular rojizo de piel desnuda; el iris es negruzco; el pico es de color rojo en la base con punta negra. Las patas son fuscas.

### Canto
El llamado es un zumbido corto ed, rek, urd o wenk. También canta un doble bizei-buzzei o un triple wink, wink, wink. Es más frecuente que cante cuando alza vuelo.

## Comportamiento

### Alimentación
Se alimentan principalmente de frutos de tamaño mediano, aunque a veces consumen también insectos, pero casi siempre son jóvenes los que los consumen. Busca alimento en pareja y a veces solo o en pequeños grupos, pero siempre son intolerantes a otras especies  de aves a las que tratan de ahuyentar.

### Reproducción
Anida en un agujero de algún árbol, generalmente en un nido de pájaro carpintero abandonado o en la corona de una palmera seca, donde coloca un lecho de hojas secas y algunas pequeñas ramas. La hembra pone tres huevos de color ante con manchas marrón, que incuba durante casi tres semanas. Ambos padres alimentan a los polluelos, que abandonan el nido tres semanas a un mes después.

## Sistemática

### Descripción original
La especie T. cayana fue descrita por primera vez por el naturalista sueco Carolus Linnaeus en 1766 bajo el nombre científico Lanius cayanus; la localidad tipo es: «Guayana francesa».

### Etimología
El nombre genérico femenino «Tityra» deriva del latín «tityrus»: el nombre de un rústico pastor de ovejas citado por Virgílio en las Éclogas; en la mitología romana, el nombre «Tityri» era dado a los Sátiros de Pan y Baco que tenían comportamiento ruidoso y agresivo; y el nombre de la especie «cayana», se refiere a la localidad tipo, Cayena, Guayana francesa.

### Taxonomía
Las clasificaciones Aves del Mundo y Birdlife International consideran a la subespecie T. cayana braziliensis como una especie separada: el titira colinegro oriental (Tityra braziliensis), con base en diferencias morfológicas y en la existencia de una extensa zona de hibridación que se extiende desde el noreste de Brasil hasta Bolivia.

### Subespecies
Según las clasificaciones del Congreso Ornitológico Internacional (IOC) y Clements Checklist v.2018, se reconocen dos subespecies, con su correspondiente distribución geográfica:
- Tityra cayana cayana (Linnaeus, 1766) – Venezuela, Trinidad, las Guayanas, este de Colombia, norte de Brasil (río Amazonas y afluentes hacia el este hasta Pará y Amapá), este de Ecuador, este de Perú y norte de Bolivia.

Ancha base roja en el pico. Macho con dorso grisáceo. Hembra con plumaje marrón variado con estrías pequeñas en el pecho y el dorso y garganta blanca.
- Tityra cayana braziliensis (Swainson, 1837) – noreste, centro y sur de Brasil (Maranhão, Piauí y Pernambuco hacia el sur hasta Mato Grosso do Sul y norte de Rio Grande do Sul), norte y este de Bolivia (La Paz, Cochabamba, Santa Cruz), norte, centro y este de Paraguay (principalmente al este del río Paraguay) y noreste de Argentina (al sur hasta el este de Formosa, este de Chaco y Misiones, probablemente también en Corrientes).

Base roja del pico angosta. Macho con el dorso blanco nitid. Hembra con el plumaje de diversos matices con muchas estrías oscuras.